# Kernkraftwerk Saporischschja
Das Kernkraftwerk Saporischschja (ukrainisch Запорізька атомна електростанція, russisch Запорожская атомная электростанция, englisch Zaporizhzhya Nuclear Power Plant = ZNPP) befindet sich direkt am durch den Fluss Dnipro gebildeten Kachowkaer Stausee auf dem Territorium der Stadt Enerhodar, 152,5 km vom Kachowka-Staudamm entfernt und 55 km südwestlich der Oblast-Hauptstadt Saporischschja im Südosten der Ukraine. Es hat sechs Druckwasserreaktoren der sowjetischen Bauart WWER-1000/320 mit je 950 MW Nettoleistung (thermische Leistung je 3,2 GW, Wirkungsgrad 30 %) und ist mit 5,7 GW installierter Gesamtleistung das leistungsstärkste Kernkraftwerk Europas. Seine Stromproduktion ist eingestellt. Nach kriegerischer russischer Annexion/Besetzung 2022, sicherheitshalber Abschaltung der Stromproduktion 2022, Auslaufen des Kühlwasser liefernden Stausees 2023 ist es seit 2024 vollständig kaltabgeschaltet, wird im Werk von der IAEA beobachtet und benötigt in diesem Zustand ständige Stromversorgung.
Etwa 2 km östlich des Kernkraftwerkes steht das konventionelle Wärmekraftwerk Saporischschja. Beide Anlagen zusammen beinhalten etwa 30 % der gesamten Kraftwerkskapazität der Ukraine und lieferten 2021 23 % des gesamten in der Ukraine gewonnenen Stroms.
Das Kernkraftwerk, das vom ukrainischen Staatsunternehmen Energoatom betrieben wurde, versorgte fast den gesamten Süden der Ukraine und war seit dem Wegfall aller vier Blöcke des Kernkraftwerks Tschernobyl essenziell für die Energieversorgung der Ukraine. Bis zum 11. September 2022 wurde die Stromproduktion der letzten noch in Betrieb befindlichen Blöcke jedoch beendet, da die Betriebsbedingungen infolge der Kämpfe extrem schwierig wurden und ein aktiver Reaktor im Falle eines Treffers eine nukleare Katastrophe verursachen könnte.
Vor dem russischen Überfall auf die Ukraine arbeiteten etwa 11.000 Menschen in dem Werk. Am 4. März 2022 geriet das Kernkraftwerk unter russische Besatzung. Es wird jedoch weiterhin von lokalem Personal, von dem der größte Teil bis Oktober 2022 geflohen war, betrieben bzw. überwacht. Im Juni 2023 gab es dort noch etwa 3500 Mitarbeiter.
Im Zuge der russischen Annexion der Süd- und Ostukraine wurde auch das Gelände des KKW als russisches Staatsgebiet deklariert. Der russische Präsident stellte es am 5. Oktober 2022 per Dekret unter russische Verwaltung und erklärte es entgegen internationalem Recht zu russischem Eigentum.
Seit dem 13. April 2024 befindet sich auch der letzte Reaktor im Kaltabschaltzustand. Aufgrund der im Normalbetrieb erforderlichen etwa 12 GW Kühlleistung, die durch das aus dem Stausee entnommene Wasser erbracht wurde, ist eine Wiederinbetriebnahme des Werkes zur regulären Stromerzeugung nach dem Auslaufen des Stausees im Juni 2023 laut dem Leiter der Gesellschaft für Anlagen- und Reaktorsicherheit „eigentlich ausgeschlossen“.

## Geschichte

### Bau

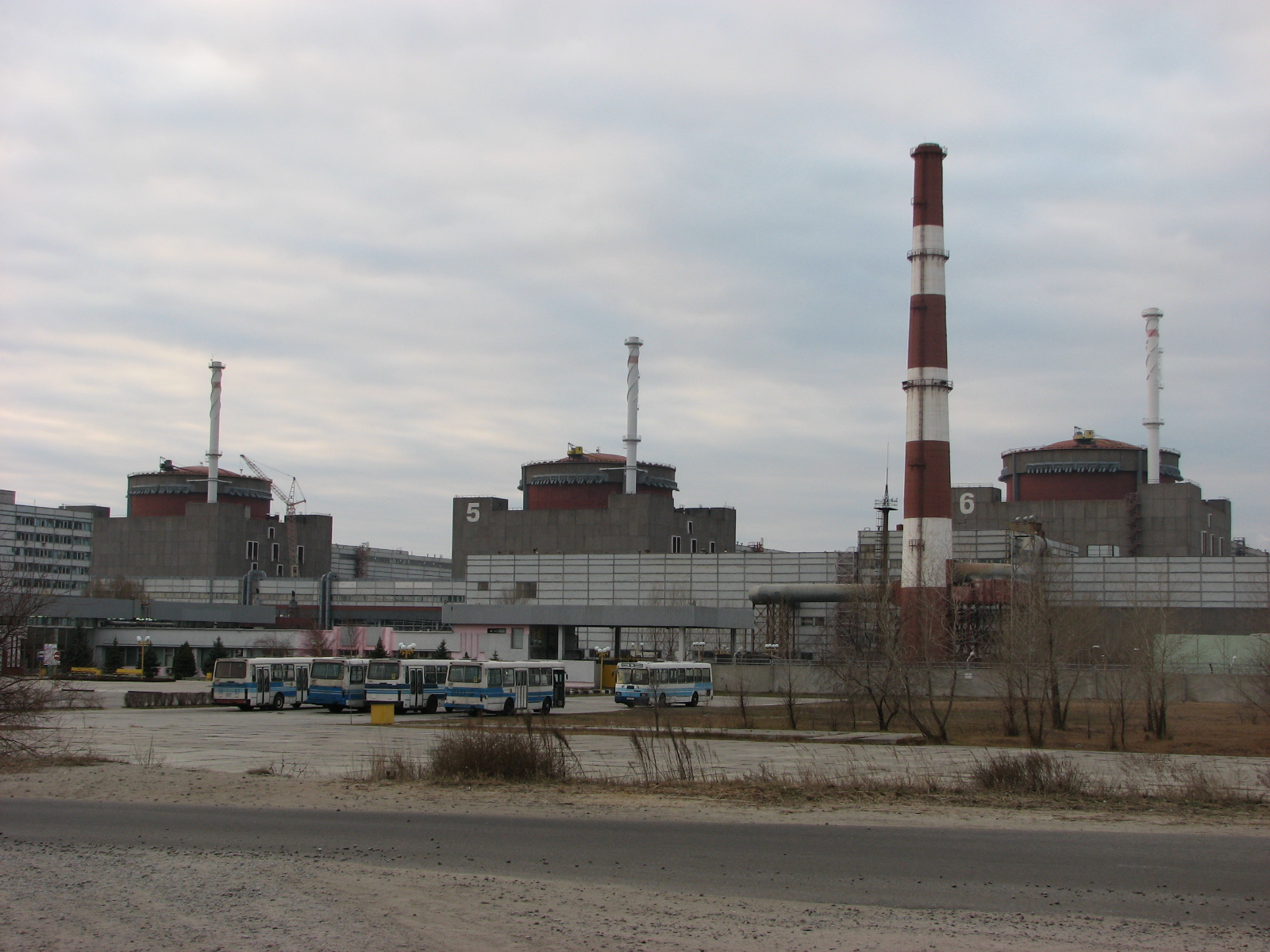
Kernkraftwerk Saporischschja (2011)

Mit dem Bau des ersten Reaktors wurde im Jahr 1980 begonnen. Mit der Inbetriebnahme des ersten Reaktorblocks am 10. Dezember 1984 wurde der erste Reaktor der sowjetischen Standard-Baureihe WWER-1000/320 in Betrieb genommen. In den Jahren 1981, 1982 und 1983 wurde mit dem Bau der Blöcke zwei bis vier begonnen. Diese gingen jeweils nach einer Bauzeit von ungefähr vier Jahren und acht Monaten in Betrieb. Der Block 5 wurde von 1985 bis 1989 errichtet. Der Baubeginn des sechsten Blocks war am 1. Juni 1986. Er ging nach über neunjähriger Bauzeit in der inzwischen unabhängigen Ukraine am 19. Oktober 1995 in Betrieb.

### Struktur der Anlage

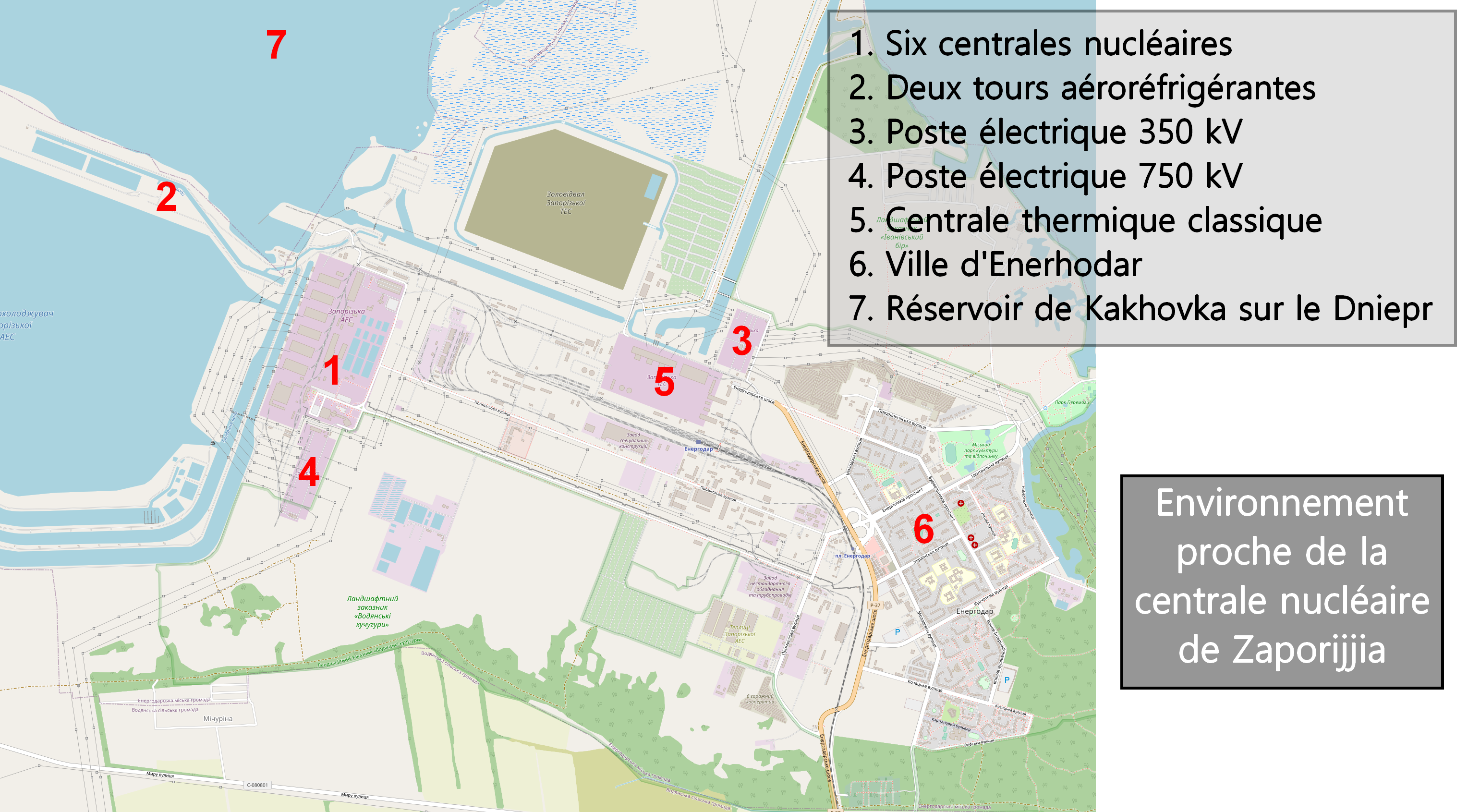
Übersicht über die Gesamtanlage (mit KKW, Nr. 1, Wärmekraftwerk, Nr. 5, und Enerhodar, Nr. 6)

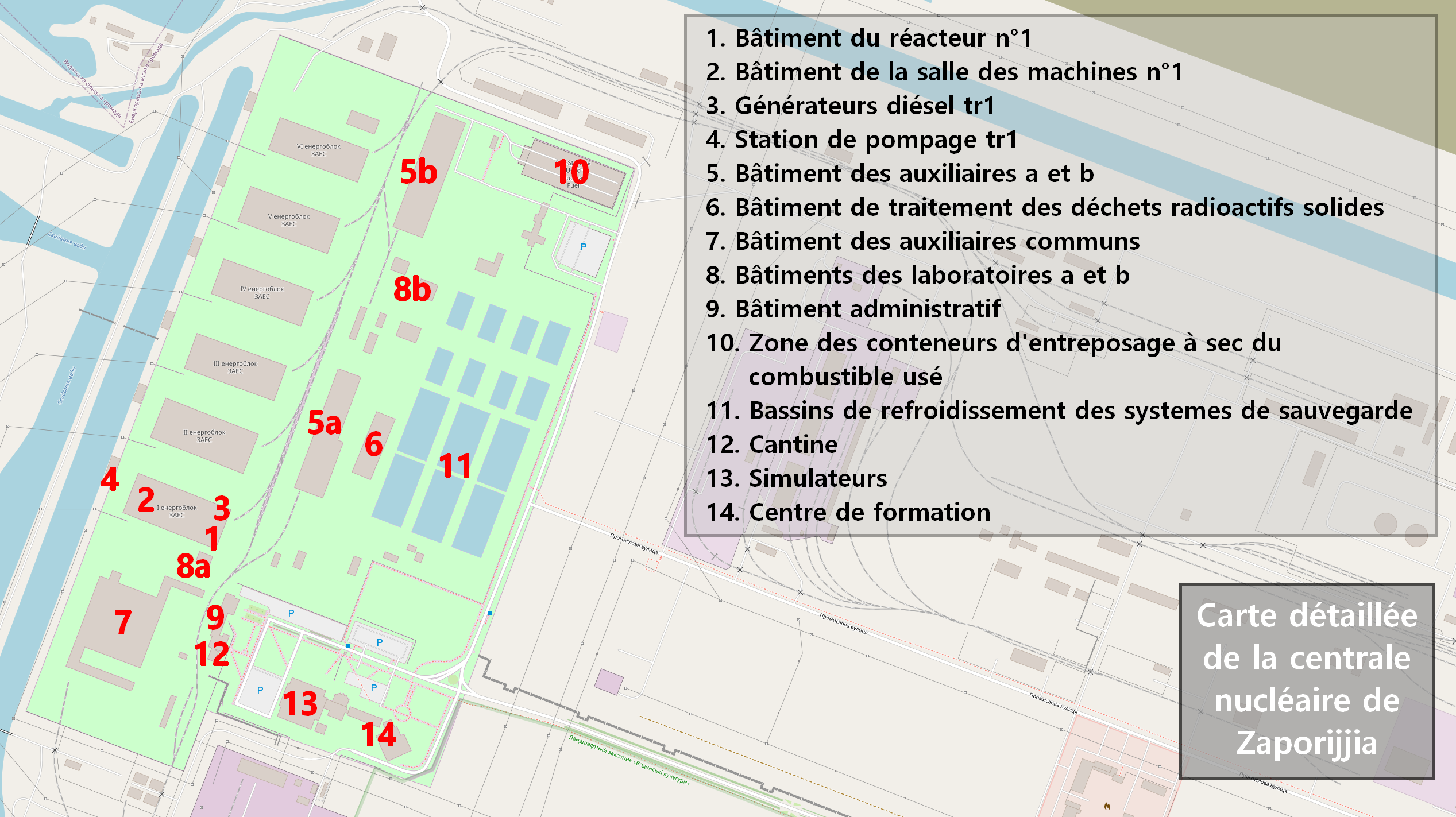
Lageplan des KKW

Die thermische Gesamtleistung des Kernkraftwerks von fast 20 GW erforderte große Mengen Kühlwasser. Diese wurden dem Kachowkaer Stausee, an dessen Südufer das Kraftwerk steht, entnommen.
Das KKW ist über vier reguläre Hochspannungsleitungen, welche mit 750 kV betrieben werden, mit dem Stromnetz verbunden. Die 750-kV-Schaltanlage (Nr. 4 in der oberen Skizze) steht ganz im Süden des KKW. Drei der vier 750-kV-Leitungen führten mit Stand September 2022 in russisch besetzte Gebiete: in den Donbass und auf die Krim. Die 750-kV-Spannungsebene bildet das Rückgrat des ukrainischen Stromnetzes. Weiterhin ist das Atomkraftwerk über drei (weniger leistungsfähige) Reserveleitungen an die 330-kV-Schaltanlage (Nr. 3 in der oberen Skizze) des benachbarten Wärmekraftwerkes (Nr. 5 in der oberen Skizze) angeschlossen.
Pro Reaktor gibt es drei Notstrom-Dieselgeneratoren (Nr. 3 in der unteren Skizze), welche jeweils in der Nordostecke eines Reaktorblockes stehen. Im Notfall können sie auch Strom für einen anderen Reaktor als den, an dem sie stationiert sind, liefern.
In Abklingbecken mit Sprinkleranlagen (Nr. 11 in der unteren Skizze) werden die verbrauchten Brennstäbe nach ihrer Entnahme aus dem Reaktor typischerweise fünf Jahre lang gelagert und gekühlt. Danach kommen sie in ein Zwischenlager für abgebrannte Brennelemente östlich von Block 6 unter freiem Himmel (Nr. 10 in der unteren Skizze). Im August 2022 war dieses mit 174 Behältern mit je 24 verbrauchten Brennstäben bestückt.
Im Westen des Kraftwerks befindet sich ein Kühlwasserbecken mit einer Fläche von 8,2 km² und einem Inhalt von 47,05 Millionen m³. Dieses wird über einen offenen Wasserkanal des Wärmekraftwerks, der normalerweise pegelgleich mit dem Stausee verbunden ist, befüllt. Nach der Zerstörung der Kachowka-Staumauer ist diese Verbindung jedoch geschlossen und somit ein Rückfluss des Kanalinhalts in das Stauseebecken unterbunden worden.
Die zwei Kühltürme, mehr als 1 km nordwestlich der Reaktoren auf dem Damm zwischen Kühlwasserbecken und Kachowka-Stausee stehend, können bedarfsweise zur Erhöhung der Kühlleistung dazugeschaltet werden.

#### Daten der Reaktorblöcke
Das Kernkraftwerk Saporischschja hat sechs Blöcke:
| Reaktorblock | Reaktordetails  | Reaktordetails       | Leistung [MW] | Leistung [MW] | Leistung [MW] | Baubeginn    | Netz- synchronisation | kommerzieller Betrieb | Anmerkungen                                      |
| Reaktorblock | Typ / Modell    | Hersteller           | netto         | brutto        | thermisch     | Baubeginn    | Netz- synchronisation | kommerzieller Betrieb | Anmerkungen                                      |
| ------------ | --------------- | -------------------- | ------------- | ------------- | ------------- | ------------ | --------------------- | --------------------- | ------------------------------------------------ |
| Zaporozhye-1 | WWER-1000/V-320 | PAIP (f1) / Atommash | 950 MWe       | 1000 MWe      | 3000 MWt      | 1. Apr. 1980 | 10. Dez. 1984         | 25. Dez. 1985         | geplante Stilllegung 2025                        |
| Zaporozhye-2 | WWER-1000/V-320 | PAIP (f1) / Atommash | 950 MWe       | 1000 MWe      | 3000 MWt      | 1. Jan. 1981 | 22. Juli 1985         | 15. Feb. 1986         | geplante Stilllegung 2026                        |
| Zaporozhye-3 | WWER-1000/V-320 | PAIP (f1) / Atommash | 950 MWe       | 1000 MWe      | 3000 MWt      | 1. Apr. 1982 | 10. Dez. 1986         | 5. März 1987          | ursprünglich geplante Stilllegung 2017[veraltet] |
| Zaporozhye-4 | WWER-1000/V-320 | PAIP (f1) / Atommash | 950 MWe       | 1000 MWe      | 3000 MWt      | 1. Apr. 1983 | 18. Dez. 1987         | 14. Apr. 1988         | ursprünglich geplante Stilllegung 2018[veraltet] |
| Zaporozhye-5 | WWER-1000/V-320 | PAIP (f1) / Atommash | 950 MWe       | 1000 MWe      | 3000 MWt      | 1. Nov. 1985 | 14. Aug. 1989         | 27. Okt. 1989         | ursprünglich geplante Stilllegung 2019[veraltet] |
| Zaporozhye-6 | WWER-1000/V-320 | PAIP (f1) / Atommash | 950 MWe       | 1000 MWe      | 3000 MWt      | 1. Juni 1986 | 19. Okt. 1995         | 17. Sep. 1996         | ursprünglich geplante Stilllegung 2026           |

### Russische Angriffe seit 2022
Am 2. März 2022 verbreitete die Internationale Atomenergiebehörde (IAEO bzw. IAEA) die russische Meldung, das Kernkraftwerk sei im Zuge der Invasion der Ukraine durch russische Truppen besetzt. In der Nacht zum 4. März wurde von russischen Angriffen auf die Anlage berichtet. Die Blöcke 2 und 3 wurden daraufhin kurz nach Mitternacht (MEZ) abgeschaltet. Nur Block 4 arbeitete weiter, sodass neben den drei bereits in Revision befindlichen insgesamt fünf Reaktoren in den Vorhaltebetrieb versetzt oder in einen Bereitschaftsbetrieb gebracht waren.
Am 3. März 2022 wurde das Kraftwerksgelände von russischen Truppen eingenommen. In einem knapp 1 km südlich von Block 1 gelegenen Ausbildungszentrum, sowie in einem Laborgebäude brachen während der Gefechte Brände aus; diese konnten am gleichen Tag wieder gelöscht werden. Radioaktivität sei dadurch nicht ausgetreten. Nach Angaben der IAEO wurden dabei „keine essentiellen Anlagen beschädigt“. Die ukrainische Atomaufsichtsbehörde soll Schäden am Reaktorgebäude von Reaktor 2 gemeldet haben. Bei dem Beschuss von Nebenanlagen von Reaktor 2 seien Anlagenteile, aus denen im Fall eines Treffers nukleares Material ausgetreten wäre, nur knapp verfehlt worden.
Die nach dem Beschuss am 3. März vorübergehend nicht mehr verfügbare Kapazität von 1,3 GW wurde durch die Erhöhung der Leistung des benachbarten DTEK-Wärmekraftwerks zu 90 Prozent ersetzt. Neben dem stabil laufenden Block 4 wurde Block 2 des KKW bis zum 6. März wieder auf die nahezu volle Leistung hochgefahren, Block 3 wurde vom Netz getrennt und befand sich wie Block 6 im Zustand des „Cold Shutdown“. Mehrere Hochspannungsleitungen zum Werk sind aufgrund der Kampfhandlungen unterbrochen; die intakt gebliebenen genügen für einen sicheren Betrieb des Werks.
Die Leitung des Werks wurde von einem russischen Militärkommandanten übernommen; betrieben wird es weiterhin vom lokalen Personal. Betriebliche Handlungen müssen nun vorab vom Kommandanten genehmigt werden. Die IAEA betrachtet dies als psychische Belastung für ein im Hinblick auf die Betriebssicherheit nötiges Arbeitsklima. Zudem sind einige Kommunikationskanäle zwischen dem Kraftwerk und der Außenwelt seit dem Angriff aufs Werk unterbrochen oder in ihrer Qualität beeinträchtigt, was die IAEA ebenfalls als eklatante Verletzung von Grundregeln für den sicheren Betrieb einer Nuklearanlage anprangert. IAEO-Chef Rafael Grossi berichtete zudem von ernsten Problemen bei der Versorgung der Bedienmannschaft des KKW mit Lebensmitteln.
Am 13. März 2022 wurde berichtet, dass die automatische Datenübertragung wieder funktioniere und sich etwa 400 russische Soldaten im Kraftwerk befänden. Auch seien einige Fachleute von Rosatom eingetroffen, um die Sicherheit der Anlage zu bewerten und fällige Reparaturen vorzunehmen. Am 14. März sprengten russische Truppen auf dem Betriebsgelände liegengebliebene Blindgänger und Versager nahe dem Werksgelände. Auf dem Werksgelände befinden sich Trockenlager für ausgediente Brennelemente.
Am 1. Juli 2022 teilte Energoatom mit, die Verbindung zu den Überwachungssystemen des Kernkraftwerks Saporischschja sei wiederhergestellt. Dies sei aus „eigener Kraft“ gelungen. Die Fernüberwachung der Reaktoren war unterbrochen worden, nachdem russische Truppen Mobilfunk-Netze abgeschaltet haben, die die Daten übermittelten.
Spätestens ab Juli 2022 benutzte das russische Militär das Gelände des Kraftwerkes als Kommandoposten, zur Lagerung von Nachschub und Munition und für Artillerieangriffe auf in Reichweite befindliche ukrainische Truppen sowie auf ukrainische Städte, die sich auf der anderen Flussseite des Dnepr noch in ukrainischer Hand befanden. Dies geschah in der Absicht, es den ukrainischen Streitkräften unmöglich zu machen, direkte Gegenangriffe auf das Gelände des Kernkraftwerkes durchzuführen, ohne dabei die Kernreaktoren und damit die gesamte Region zu gefährden. Eine derartige militärische Nutzung eines Kernkraftwerksgeländes durch die russischen Truppen stellt einen schweren Verstoß gegen die Genfer Konventionen dar.
Im Juli 2022 griffen sowohl ukrainische Partisanen als auch ukrainische Streitkräfte (letztere per Drohne) russisches Besatzungspersonal des Kernkraftwerks und nahe dem Kraftwerk lagernde russische Truppen an. Das „Zentrum Nationaler Widerstand“ berichtete von einem Partisanenangriff, bei dem neun Angehörige des russischen Besatzungspersonals verletzt wurden und eine nicht näher genannte Anzahl an feindlichen Soldaten getötet wurde. Bei einem Drohnenangriff Ende Juli haben die ukrainischen Streitkräfte eigenen Angaben zufolge drei russische Soldaten auf dem AKW-Gelände getötet.
Am 5., 6. und 7. August 2022 wurde das Gelände erneut beschossen, wodurch eine der vier 750-kV-Leitungen getroffen wurde, was das Notfallschutzsystem eines der Reaktoren des Kraftwerks auslöste. Dieses nahm wiederum einen der bis dahin noch drei laufenden Blöcke vom Netz. Eine Werksmitarbeiterin wurde am 7. August durch den Beschuss mittelschwer verletzt. Nach Pressemitteilung sei an einem der Tage ein Feuer ausgebrochen. Die russische und die ukrainische Seite beschuldigen sich gegenseitig, für den Beschuss verantwortlich zu sein. Ein Kraftwerksmitarbeiter berichtete in dem Zusammenhang, dass russisches Personal von Energoatom am Tag vor dem dreitägigen Beschuss vom Gelände abgezogen wurde und am 8. August zurückkehrte. Die russische Seite kündigte an, die Luftabwehr rund um das Kraftwerk zu verstärken. Die IAEA bekräftigte ihre Forderung, einer Expertenkommission Zugang zum Kraftwerk zu gewähren.
Nach Angaben von Energoatom wurden in der Zeit zwischen dem 7. und 9. August 2022 drei (der insgesamt sieben) Stromleitungen durch russische Truppen in der Absicht beschädigt, das Atomkraftwerk vom ukrainischen Stromnetz zu trennen und mit dem russischen Stromnetz der seit 2014 besetzten Krim zu verbinden. Die russische Besatzung des Atomkraftwerks Saporischschja erhalte die Vorgaben vom russischen Atomkonzern Rosatom. Sollte die letzte in Betrieb befindliche Verbindung gekappt werden, ist nach Angaben von Energoatom die Sicherheit des Kraftwerks von Diesel-Generatoren abhängig. Die IAEA publizierte am 3. September 2022, dass die Notstromversorgung des KKW auch über eine 330-kV-Reserveleitung, über die es mit dem benachbarten Wärmekraftwerk verbunden ist, geschehen kann. Die Außenminister der G7 forderten die russische Regierung auf, die Besetzung des AKW Saporischschja zu beenden.
Am 11. August 2022 wurde das Kraftwerksgelände laut Meldung von Energoatom und TASS erneut mehrmals beschossen. Ein Geschoss sei laut Energoatom nahe dem Lager von radioaktiven Material eingeschlagen. Während Energoatom Russland für den Beschuss verantwortlich machte, meldete TASS unter Berufung auf die russische Besatzung, dass die Ukraine für den Beschuss verantwortlich sei. Durch diesen Beschuss und den der vorangegangenen Tage seien Anlagen zur Stickstoffversorgung sowie Messgeräte, aber keine nuklearen Anlagenteile beschädigt worden.
Laut einem im August 2022 veröffentlichten anonymen Bericht eines Kraftwerksmitarbeiters kamen mehr als 200 Personen der AKW-Belegschaft seit März 2022 (vorübergehend oder dauerhaft) in Haft. Ein Kraftwerksarbeiter sei von der Besatzung getötet worden. Ein Viertel der Belegschaft sei geflohen. Es seien (im August 2022) noch etwa 1000 Beschäftigte, die „de facto unter der vorgehaltenen Waffe“ arbeiten, im Werk. Nach Angaben des ukrainischen Militärgeheimdienstes sind auf dem AKW-Gelände, das teils vermint wurde, 500 russische Soldaten stationiert. Darunter seien Angehörige der russischen Nationalgarde und der Gruppe Wagner. Außerdem würden auf dem Kraftwerksgelände befindliche Überdachungen und Unterführungen von russischen Truppen genutzt, um dort Artillerie und Flugabwehrwaffen zu lagern. Nach Auskunft eines Kraftwerksmitarbeiters ist das AKW Stand 15. August erstmals in seiner Geschichte lediglich an zwei von sieben Stromleitungen angeschlossen.
In einer Erklärung des Europäischen Auswärtigen Dienstes bei den UN-Organisationen in Wien forderten im August 2022 insgesamt 42 Staaten unter anderem einen sofortigen Abzug russischer Truppen von dem Atomkraftwerksgelände Saporischschja. Die Staaten beriefen sich auf Sicherheitsprinzipien, auf die sich alle Mitgliedsländer der Internationalen Atomenergie-Behörde (einschließlich Russland) verpflichtet hatten.
Nachdem sich am 25. August 2022 in Teilen der Oblast Saporischschja und der Oblast Cherson ein Stromausfall ereignete, meldete Energoatom am selben Tag, dass das Kernkraftwerk Saporischschja erstmals in der Geschichte der Anlage vom ukrainischen Stromnetz getrennt wurde. Nachdem drei 750-kV-Leitungen bereits zwischen dem 7. und 9. August ausfielen, traf es am 25. August die vierte und letzte Leitung dieser Art. Die Stromversorgung der zwei in Betrieb befindlichen Reaktorblöcke werde über eine Reserveleitung zum Wärmekraftwerk aus dem ukrainischen Energiesystem sichergestellt. Grund für den Verbindungsabbruch des Stromnetzes zum Kraftwerk sind nach Angaben von Energoatom Brandschäden an Stromleitungen. Ein Tag später waren beide Reaktorblöcke wieder an das ukrainische Stromnetz angeschlossen.
Laut einem Bericht eines Kraftwerksmitarbeiters schossen die russischen Truppen Ende August 2022 auf dem AKW-Gelände nicht nur mit Mörsern, sondern erstmals auch mit Haubitzen, die sie in unmittelbarer Nähe der Kernreaktoren einsetzten.
In einer am 28. August 2022 veröffentlichten Meldung hieß es, die russischen Streitkräfte hätten eine ukrainische Drohne, mit der ein Angriff auf das Werk geflogen worden sei, abgeschossen. Diese sei auf der Schutzhülle eines Reaktors aufgeschlagen. Trotz der Detonation ihrer Sprengladung sei kein Schaden entstanden.
Im Vorfeld der Inspektion des Werkes durch IAEA-Fachleute gab es nach Angaben von Energoatom am 1. September einen erneuten Mörserbeschuss, nach welchem das Notsystem von Block 5 aktiviert wurde und den Reaktor am Morgen jenes Tages herunterfuhr. Nun lief nur noch Block 6, aus dem auch der für den Betrieb des Werkes benötigte Strom kommt. Die Ukraine und Russland warfen sich erneut gegenseitig vor, für die Beschüsse des Werkes verantwortlich zu sein. Reaktor 5 konnte am 2. September wieder ans Netz angeschlossen werden.
Die lokalen Behörden begannen indessen mit der Ausgabe von Jodtabletten an die Bevölkerung.
Nachdem bereits drei 750-kV-Leitungen zwischen dem 7. und 9. August 2022 beschädigt wurden und ausfielen, wurde die vierte und letzte operative Leitung, die schon am 25. August vorübergehend ausgefallen war, am 3. September wiederum funktionsuntüchtig. Das KKW konnte wiederum nur noch über eine Reserveleitung zum Wärmekraftwerk Strom ins Netz einspeisen.
Am 5. September 2022 wurde Block 6 wegen eines Feuers, das infolge von Gefechten ausbrach und als letzte Anbindung ans ukrainische Stromnetz nun auch die Stromzu- und -abfuhr über die letzte verbliebene Reserveleitung unterbrach, notabgeschaltet. Das Werk befand sich nun im Inselbetrieb. Block 6 lieferte jetzt nur noch Strom zur Eigenversorgung wichtiger nuklearer Anlagen, wie der Kühlung. Vier von sechs Inspektoren der IAEA verließen das Atomkraftwerk Saporischschja am 5. September. In einem am 6. September vorgestellten Zustandsbericht, der auf Untersuchungen der IAEA am Kraftwerk basiert, forderte die IAEA zur Abwendung eines nuklearen Unfalls unter anderem den Abzug des russischen Militärs mitsamt seiner Technik vom Kraftwerksgelände.
Rafael Grossi sagte am 9. September 2022 auf der Basis eines Berichts der zwei im Werk anwesenden IAEA-Inspektoren, dass der Strom in Enerhodar nach einem Beschuss der Schaltanlage des Wärmekraftwerks in der vorangegangenen Nacht komplett ausfiel und eine stabile Stromzufuhr zum KKW wahrscheinlich vorerst nicht möglich sei. Das KKW sei ohne externe Stromzufuhr auf Strom aus Dieselgeneratoren angewiesen. Der Treibstoffvorrat dafür reiche zehn Tage, die Lieferung von Nachschub ist aufgrund der Kämpfe in der Gegend schwierig. Energoatom erwog, weil die für einen sicheren Betrieb erforderliche Stromzufuhr von außen trotz Reparaturen immer wieder unterbrochen wurde, die Abschaltung des einzigen noch laufenden Blockes, des ohnehin nur noch für den Eigenbedarf des Werkes Strom liefernden Blocks 6. Dies geschah dann am frühen Morgen (Ortszeit) des 11. September, nachdem eine 330-kV-Reserveleitung am Vorabend wieder in Betrieb genommen werden konnte. Die Kühlsysteme für die Reaktornachkühlung können nun, solange die externe Stromzufuhr funktioniert, mit Netzstrom betrieben werden.
Am 12. September 2022 konnte eine zweite Reserveleitung auf der Spannungsebene 750 kV/330 kV wieder in Betrieb genommen werden. Diese diente nun zur Versorgung des KKW; die am 10. September zugeschaltete 330-kV-Leitung stand nur noch für den Bedarfsfall bereit. Reaktor 6 war inzwischen, wie zuvor auch die anderen Reaktoren, soweit heruntergekühlt, dass er in den Zustand eines cold shutdown überging und weniger Energie zur Kühlung benötigte. Die IAEA meldete am 13. September die Funktionstüchtigkeit der dritten Reserveleitung. Diese wird ebenfalls als Ersatzleitung vorgehalten, da die Ukraine mit zunehmenden Angriffen auf ihre Energieinfrastruktur rechnet. Die vier zerstörten 750-kV-Hauptleitungen waren nach wie vor außer Betrieb.
Am 18. September 2022 war eine 750-kV-Hauptleitung laut IAEA repariert und diente nun zur Versorgung der Kühlsysteme und anderer sicherheitsrelevanter Anlagen. Die Reserveleitungen werden als Ersatz vorgehalten. Beschuss des Werkes habe es in den letzten Tagen nicht mehr gegeben; in seiner Umgebung wurde aber weiter gekämpft. Bereits am 21. September wurde diese Hauptleitung durch Beschuss wieder funktionsuntüchtig. Bis eine 150-kV-Reserveleitung zum Wärmekraftwerk eingeschaltet werden konnte, sorgten Dieselgeneratoren für Notstrom zur Nachkühlung von Reaktor 6.
Die IAEA erhielt am 1. Oktober 2022 die Nachricht von russischen Behörden, dass der für die Sicherheit des AKW Saporischschja Hauptverantwortliche, Werksleiter Ihor Muraschow, für Befragungen vorübergehend festgenommen wurde. Einen Tag zuvor berichtete die ukrainische Seite, Muraschow sei von einer russischen Patrouille auf offener Straße aus seinem Auto gezerrt und entführt worden. Am 3. Oktober sei er laut IAEA wieder frei gewesen. Er trat von seinem Posten zurück. Energoatom-Chef Petro Kotin übernahm die Werksleitung daraufhin und kündigte an, diese Tätigkeit von Kiew aus auszuüben.
Am 6. Oktober 2022 fiel die 150-kV-Reserveleitung durch Beschuss aus. Fünf Dieselgeneratoren sprangen für 90 Minuten ein, bis werksintern eine Stromversorgung für Block 6 hergestellt werden konnte.
Am 5. Oktober 2022 geäußerte Ankündigungen, den stillstehenden Block 5 in Teillastbetrieb zu versetzen, um die über den Winter zur Verhinderung von Frostschäden benötigte Wärme bereitzustellen, zerschlugen sich am Wochenende 8. / 9. Oktober, nachdem eine 750-kV-Leitung wiederum zerschossen und bis zu ihrer Reparatur mit 16 Dieselgeneratoren Notstrom erzeugt wurde. Weiterhin gab es an den Stromleitungen von Block 6 zur Schaltanlage des Werkes einen Schaden, der repariert werden konnte. Zudem explodierte in der Nähe des Betriebszauns auf dessen Außenseite eine Mine.
In einem Bericht der ARD vom 6. Oktober 2022 heißt es, seit Beginn der russischen Invasion sind etwa 4000 Mitarbeiter des KKW geflohen. Die verbliebenen berichteten von Schlägen und anderen Misshandlungen durch die russischen Besatzer, um zum Weiterbetrieb des Kraftwerks gezwungen oder für pro-ukrainische Äußerungen bestraft zu werden.
Am 12. Oktober 2022 morgens (Ortszeit), nur einen Tag nach Rafael Grossis persönlicher Vorsprache bei Präsident Putin wegen der hochgefährlichen Situation am Werk, fiel die reparierte und einzige betriebsfähige 750-kV-Leitung durch den Beschuss einer weit vom Kraftwerk entfernten Umspannanlage wiederum aus. Nach wie vor benötigen alle sechs im Kaltabschaltzustand befindlichen Reaktoren Strom zur Nachkühlung und für relevante Sicherheitseinrichtungen, welcher daraufhin, bis die Leitung am gleichen Tag am frühen Nachmittag (Ortszeit) wieder in Betrieb genommen werden konnte, erneut durch Notstrom aus Dieselgeneratoren ersetzt wurde.
Energoatom berichtete, das russische Militär führte in der Woche vom 17. bis 23. Oktober 2022 nicht genehmigte Arbeiten im Zwischenlager für verbrauchte Kernbrennstäbe durch und hätte dabei weder ukrainischen Technikern noch IAEA-Fachleuten den Zutritt zum Lager gestattet. Die Ukraine und Russland werfen sich gegenseitig vor, an einer „schmutzigen Atombombe“ (Beimischung radioaktiven Materials in konventionelle Munition, welches bei der Detonation verteilt wird) zu arbeiten, wozu die russische Seite die nuklearen Abfälle aus dem Saporischschjaer Zwischenlager zu nutzen versuche.
600 ukrainische Elitesoldaten versuchten im Oktober 2022, das KKW zurückzuerobern, scheiterten jedoch am heftigen Widerstand der russischen Besatzer.
Am von Russland besetzten Kraftwerk habe es am 19. und 20. November 2022 erneute Explosionen gegeben, teilte die Internationale Atomenergie-Organisation (IAEA) am 20. November 2022 mit. IAEA-Experten vor Ort hätten von Dutzenden Einschlägen in der Nähe und auf dem Gelände der größten europäischen Atomanlage berichtet, teilte die Behörde mit. Die Leitung des Kraftwerks habe Schäden an einigen Gebäuden, Systemen und Geräten gemeldet. Die nukleare Sicherheit wurde jedoch nicht beeinträchtigt. Es habe keine Verletzten gegeben. Der ukrainische Energieversorger Energoatom sprach von mindestens zwölf Treffern auf Infrastrukturanlagen des Kraftwerkes. Die beschädigten Geräte deuteten nach Ansicht von Energoatom darauf hin, dass die Angreifer gezielt die Infrastruktur angegriffen und deaktiviert haben, die für den Neustart der Reaktorblöcke 5 und 6 und damit für die Wiederherstellung der Stromerzeugung für die Ukraine erforderlich ist. Durch nächtlichen Beschuss am 9. März 2023 wurde das Atomkraftwerk Saporischschja wieder vom ukrainischen Stromnetz getrennt. Es ist das sechste Mal seit Beginn der russischen Invasion, dass das Kraftwerk auf Notstrom aus Dieselgeneratoren angewiesen war. Laut dem britischen Militärgeheimdienst haben russische Soldaten im April 2023 vor dem Hintergrund einer anberaumten ukrainischen Gegenoffensive auf den Dächern der Reaktorblöcke Sandsackstellungen gebaut.
Am Morgen des 22. Mai 2023 wurde das KKW nach erneutem Beschuss der einzigen intakten 750-kV-Leitung wiederum vorübergehend (für mehr als fünf Stunden) vom Stromnetz getrennt und war zur Nachkühlung der Reaktoren erneut auf Notstrom aus den Dieselgeneratoren angewiesen. Seit der Besetzung des Werkes durch die Russen im März 2022 war das der siebente derartige Vorfall. Eine 330-kV-Reserveleitung ist schon seit dem 1. März 2023 gestört und seither nicht repariert worden. Daher ist die Schaltanlage des Wärmekraftwerks seitdem außer Betrieb. Somit ist das Werk nur über eine einzige Leitung ans Netz angebunden – ein für die IAEA unhaltbarer Zustand. Zu dieser Zeit waren 20 Notstromgeneratoren, die am 22. Mai morgens zunächst alle anliefen, vorhanden. Im weiteren Verlauf der Störung genügten acht Aggregate. Der Dieselvorrat reiche derzeit für 23 Tage Notstromversorgung.
Seitens der KKW-Belegschaft wurde erwogen, den einzigen noch im Heißabschaltzustand befindlichen Block 5 aufgrund der nach dem Bruch der Kachowka-Staumauer begrenzten Kühlwasservorräte in den Kaltabschaltzustand zu fahren und den von ihm bisher gelieferten Dampf stattdessen mit einem unabhängigen Dampfkessel zu erzeugen. Am 8. Juni erteilte die ukrainische Regulierungsbehörde SNRIU ohnehin die Anweisung, Block 5 in den Kaltabschaltzustand zu versetzen, was ausgeführt wurde. Die russische Seite meldete in einem Brief an Rafael Grossi am 8. und 9. Juni geschehene Kamikazedrohnen-Angriffe auf die (zu dieser Zeit stillgelegte) Schaltanlage des Wärmekraftwerks. Dies will die IAEA überprüfen, wofür sie Zugang zur Schaltanlage beantragte. Die IAEA-Inspektoren berichteten zudem von für sie hörbaren Explosionen im Umkreis des Kernkraftwerks.
Als Rafael Grossi in der dritten Juniwoche 2023 wiederum im KKW war, konnte er die erheblich beschädigte Schaltanlage des Wärmekraftwerks besichtigen und fand auch Reste von dort eingeschlagenen Drohnen vor.
In der Nacht auf den 5. Juli 2023 fiel die 750-kV-Leitung seit Kriegsbeginn zum achten Mal aus. Es gelang jedoch diesmal, alsbald Strom über eine Reserveleitung zu beziehen, so dass auf die Dieselgeneratoren verzichtet werden konnte.

#### Sprengung der Kachowka-Staumauer am 6. Juni 2023
Am 6. Juni 2023 um 02:50 Ortszeit wurden der aus Beton bestehende Teil des Kachowka-Staudamms und das darin eingefügte Gebäude des Wasserkraftwerks gesprengt. Zu dieser Zeit waren fünf Reaktoren im Kaltabschaltzustand und einer (Block 5), dessen Dampf unter anderem für diverse Behandlungen radioaktiven Materials gebraucht wird, im Heißabschaltzustand. Der Pegel des Stausees betrug laut IAEA zur Zeit des Dammbruches 16,8 m (die Pegelangaben der IAEA basieren auf dem „Baltic Heights System“ = Kronstädter Pegel). Um 08:00 Ortszeit lag der Pegel des Stausees bei etwa 16,4 m. Der Wasserstand sank tagsüber mit etwa 5 cm/Stunde ab. Bei einem Wasserstand von unter 12,7 m ist die Kühlung der Reaktoren, der Lager für abgebrannte Brennstäbe und der Dieselgeneratoren mit Wasser aus dem Stausee nicht mehr möglich. Als Erstes wurde versucht, weniger wichtige Wasserverbraucher im Werk abzuschalten. Da die IAEA erwartete, dass der Wasserstand in einigen Tagen unter 12,7 m sinkt, will man das Wasser des großen Kühlwasserbeckens für die Kühlung nutzen. Da die Wärmeproduktion der vor einigen Monaten heruntergefahrenen Reaktoren schon deutlich gesunken ist, wollte die IAEA prüfen, ob das Wasser in diesem Becken für einige Monate Kühlung ausreicht. IAEA-Direktor Grossi appellierte, das Kühlwasserbecken sowie weitere Einrichtungen zur Wasserhaltung im KKW unbeschädigt zu lassen. Das Becken des werkseigenen Hafens wurde schon einige Monate vor dem Auslaufen des Stausees ausgebaggert, damit im Falle, dass kein Stauseewasser zur Verfügung steht, eine Restwassermenge im Hafenbecken bleibt.
Am 7. Juni 2023 um 18:00 Ortszeit war der Wasserspiegel am KKW seit der Sprengung um 2,8 m gefallen und lag bei 14,03 m. Zu dieser Zeit war die Wasserstandsabnahme von zwischenzeitlich maximal 11 cm/Stunde wieder auf 5 bis 7 cm/Stunde gesunken. Mit dieser Sinkrate könnte der Seespiegel somit in zwei Tagen unter die kritische Marke von 12,7 m fallen. Solange eine Entnahme aus dem Stausee noch möglich ist, werden die Wasserbecken und -speicher des Werkes unter Benutzung eines Kühlwasserkanals des (derzeit stillstehenden) Wärmekraftwerks aufgefüllt. Gelingt das, sollte die Kühlung der Nuklearanlage mit dem gespeicherten Wasser über mehrere Monate möglich sein. Mit Stand Mitte Mai 2023 würde die Nachzerfallswärme des zuletzt, am 11. September 2022 heruntergefahrenen Blocks (Block 6) beim völligen Ausfall der Kühlung innerhalb von 10 Tagen zur Kernschmelze führen.
Die Kühlung der verbrauchten Brennelemente erfolgt über Berieselungs-/Sprinkleranlagen. Das dabei verdunstende Wasser wird normalerweise durch Entnahmen aus dem Kühlwasserbecken ersetzt. Hierbei handelt es sich aber nur um wenige Kubikmeter pro Tag, die notfalls auch aus werkseigenen Brunnen und auch aus im weiteren Umkreis des Werkes liegenden Teichen sowie dem Hafenbecken gewonnen und per Tankwagen angeliefert werden könnten.
Am 8. Juni 2023 gegen 18:00 Ortszeit erreichte der Stauseepegel bei einer Absinkrate von 4 bis 7 cm/Stunde die als kritisch angesehenen 12,7 m, war also seit dem Bruch der Staumauer schon um 4,1 m gefallen. Dabei wurde festgestellt, dass die Pumpen zum Ansaugen des Kühlwassers wider Erwarten mit deutlich niedrigeren Wasserständen zurechtkommen und möglicherweise sogar noch bei Pegeln bis 11 m oder darunter funktionieren. Die vor Ort anwesenden IAEA-Fachleute sprachen mit pensionierten Mitarbeitern des Wärmekraftwerks, um Kenntnisse über dessen in den 1970er Jahren, also vor dem Bau des KKW angelegte Kühlwasserkanäle zu erlangen. Das große Kühlwasserbecken war am 9. Juni mit einem Pegelstand von 16,66 m voll gefüllt. Aufgrund der deutlich reduzierten Nachzerfallswärme in den Reaktoren genüge im Falle einer erneuten Unterbrechung der externen Stromzufuhr (nach wie vor gibt es nur eine intakte Hochspannungsleitung zum Werk) jeweils einer der drei pro Reaktor vorhandenen Dieselgeneratoren für die Notstromversorgung.

#### Weitere Entwicklung
Laut einer Analyse von Greenpeace verletzen sowohl russische Truppen als auch der russische Atomkonzern Rosatom die von der Internationalen Atomenergie-Organisation aufgestellten Grundsätze zum Schutze der AKWs. So nutzen russische Soldaten einen Kilometer südlich vom AKW-Gelände entfernte Felder und somit das AKW als Deckung, um von dort Raketengeschütze gegen den von russischen Truppen unbesetzten Teil der Ukraine einzusetzen. Auf dem AKW-Gelände sind außerdem dauerhaft zwischen 500 und 600 teils schwer bewaffnete russische Nationalgardisten stationiert.
Im Februar 2024 teilte die IAEA mit, dass Angestellte des ukrainischen Energiebetreibers Energoatom das Atomkraftwerk nicht mehr betreten dürfen, sondern fortan nur noch Mitarbeiter dort arbeiten würden, „welche die russische Staatsbürgerschaft angenommen und Verträge mit dem russischen Betreiber [Rosatom] unterzeichnet haben“.
Infolge der Kriegshandlungen kam es erneut mehrfach zur Unterbrechung der 750-kV-Hauptstromversorgung des Kraftwerkes sowie der Reserveleitungen.
Im April 2024 befürchtete die ukrainische Militärführung, dass Russland im AKW Saporischschja eine Operation unter falscher Flagge durchführen könnte.
Im gleichen Monat wurden mehrere Drohnenangriffe auf das Kernkraftwerk verzeichnet. Obwohl keine direkten Schäden an der Anlage gemeldet wurden, sei die Situation laut IAEA-Generaldirektor Grossi besorgniserregend und stelle eine potenzielle Gefahr für die nukleare Sicherheit dar. Das Inspektionsteam vor Ort habe nach wie vor nicht uneingeschränkten Zugang zu allen Bereichen des Kraftwerks. Grossi warnte den UNO-Sicherheitsrat, dass die Anlage einem Atomunfall „gefährlich nahe“ sei.
Seit dem 13. April 2024 befinden sich alle sechs Reaktoren im Kaltabschaltzustand. Block 4 war, nach dieser zur Dampfgewinnung für werksinterne Prozesse ab dem 25. Juli 2023 vorübergehend im unterkritischen Zustand noch auf Betriebstemperatur gehalten worden war („Heißabschaltzustand“), seit Oktober 2023 erneut im Heißabschaltzustand, um die Stadt Enerhodar während der Winterheizperiode mit Fernwärme zu versorgen.
Am 11. August 2024 brach ein Feuer an einem der Kühltürme aus, der am nächsten Morgen gelöscht werden konnte. Laut der IAEA gab es keine Auswirkungen auf die nukleare Sicherheit. Am darauffolgenden Tag erhielten die Fachleute des IAEA unmittelbaren Zugang zum Kühlturm. Erste Untersuchungen deuteten darauf hin, dass sich der Schaden vermutlich auf das Innere des Turms in der Nähe der Sprühdüsen in etwa zehn Metern Höhe konzentrierte. Am Fuß des Turmes konnte das IAEA-Team keine bedeutenden Schäden feststellen.
Im Oktober 2024 wurde ein Sicherheitsmitarbeiter, der nach Angaben des ukrainischen Militärgeheimdienstes pro-ukrainische AKW-Beschäftigte denunziert hatte bzw. mit den russischen Besatzern zusammenarbeitete, durch eine Autobombe in Enerhodar getötet.

## Sicherheit
Aus dem Kernkraftwerk wurden einige Störfälle gemeldet. Im April 1993 wurden einige Teile der Anlage durch Wasser, welches aus einem Primärkreislauf ausgetreten war, stark radioaktiv kontaminiert. In den Jahren 1994 bis 1997 wurden wegen finanzieller Engpässe nur zwei Millionen Dollar investiert.
Ab 1992 arbeitete das Forschungszentrum Dresden-Rossendorf an der Verbesserung der Sicherheitsvorschriften der Überwachungssysteme der Kraftwerke in der Ukraine. 1995 ging das erste Überwachungssystem im 5. Block in den Probebetrieb. Heute sind alle sechs Reaktoren damit ausgestattet.
Unter dem Eindruck der Nuklearkatastrophe von Fukushima nahm die Ukraine freiwillig am Stresstest der europäischen Kernkraftwerke teil. Danach wurden in Saporischschja Nachrüstungen in der Sicherheitstechnik vorgenommen. Beim Test von 2011 wurde unter anderem ein Bruch des Kachokwa-Staudamms infolge eines Erdbebens simuliert und festgestellt, dass der Wasserstand im Kühlwasserbecken dennoch nicht abrupt absinken würde.
Am 28. November 2014 kam es zu einem Kurzschluss in der Umspannanlage, also außerhalb des Reaktorbereichs, woraufhin Block 3 vorübergehend heruntergefahren wurde,
und es zu Stromknappheit in der Region kam.
Die IAEO bewertete die Abschaltung mit Stufe 0 der Internationalen Bewertungsskala für nukleare Ereignisse („Ereignis ohne oder mit geringer sicherheitstechnischer Bedeutung“).
Trotz dieser Bewertung erregte diese Störung eine gewisse mediale Aufmerksamkeit, aufgrund der Nähe zum ukrainischen Krisenherd und der Tatsache, dass авария/аварія (Awarija), der russische und ukrainische Fachbegriff für Störfall, in anderem Kontext mit Unfall übersetzt werden muss.
Infolge der Sprengung mehrerer Hochspannungsmasten in der Oblast Cherson am 21. November 2015 kam es zu einem Lastabwurf von 500 MW, der durch die staatliche Betreiberfirma Energoatom (Ukraine) als sehr gefährlich eingestuft wurde.
Im März 2022 erlitt das Kraftwerk erstmals kriegsbedingte Schäden (siehe #Russische Angriffe seit 2022). Ohnehin sei es laut Ukrenerho seit dem ersten Tag der Invasion Ziel von Cyberattacken. Zufälligerweise überprüfte die Ukraine kurz vor dem russischen Überfall, ob ihr Stromnetz autark funktioniere, und trennte es in einer – allerdings schon lange zuvor vorbereiteten – Aktion in der Nacht vom 23. auf den 24. Februar 2022 um Mitternacht vom russischen und belarussischen Stromnetz.
Laut der Gesellschaft für Reaktorsicherheit (GRS) wurde das Kraftwerk im Verlauf des Krieges im Jahr 2022 mit mobilen Notstromaggregaten sowie zusätzlichen Wasserpumpen ausgestattet, um im Falle eines Ausfalls der Notstromversorgung eine Kernschmelze zu verhindern. Jedoch gebe es laut Wolfgang Renneberg noch einige kriegsbedingte Szenarien (bspw. Beschädigung/Zerstörung der Schaltanlagengebäude/Stromleitungen von Kühlmittelpumpen oder der Ventile der Kühlmittel-Versorgungsleitungen) für die es keine Vorbeugung gebe und die, wenn einmal eingetreten, unkontrollierbar seien. Zudem stehen vorhandenen Dieselgeneratoren aus russischer Produktion, mit denen es zunehmend Ersatzteilprobleme gibt, recht dicht beieinander, was im Falle eines Treffers zu einem Ausfall aller drei Aggregate führen kann. Insgesamt gebe es im September 2022 20 Dieselgeneratoren, welche in Bunkern untergebracht seien und für die zu dieser Zeit 2250 t Treibstoff, ausreichend für einen zehntägigen Betrieb aller Notstromaggregate, vorhanden waren. Laut GRS werden Stand August 2022 am Containment Sicherheitsventile eingebaut, über die im Falle einer Kernschmelze Druck zu dessen Schutz abgelassen werden kann.
Stand August 2022 lagerten auf dem Werksgelände 40 Tonnen angereichertes Uran und 30 Tonnen Plutonium. Die IAEO zog im Mai 2022 die Möglichkeit in Betracht, dass die russischen Streitkräfte das radioaktive Material (oder Teile davon) für militärische Zwecke stehlen könnten. Für die Schutzhüllen der Reaktoren ist die Resistenz gegen den Aufschlag eines 10 t schweren Flugzeuges mit 750 km/h nachgewiesen. Hingegen könnte ein Einschlag von Artilleriegeschossen in das unter freiem Himmel befindliche Zwischenlager für verbrauchte Brennelemente die Wirkung einer „schmutzigen Atombombe“ entfalten.
Rafael Grossi nahm am 12. September persönlich Verhandlungen mit den beteiligten Parteien auf, um die latente Gefahr einer Nuklearkatastrophe infolge der Kämpfe und der ständigen Präsenz von Truppen und Militärtechnik im und am Werk zu eliminieren. In der ersten Oktoberwoche traf er sich mit dem ukrainischen Präsidenten Selenskyj und berichtete danach von kleinen Fortschritten bezüglich der Einrichtung einer Schutzzone um das Werk. Am 11. Oktober traf Grossi Putin und schlug die Einrichtung einer Waffenstillstandszone um das AKW vor.
Nach der Zerstörung der Kachowka-Staumauer konnte die Kühlung der Anlagen zwar vorläufig gesichert werden; dennoch bestehe weiter ein latentes Risiko, sollte die einzige zu dieser Zeit funktionierende Hochspannungsleitung durch Kämpfe oder Sabotage länger ausfallen und der nach einiger Zeit erforderliche Nachschub an Betriebsstoffen für die Dieselgeneratoren ebenfalls durch kriegerische Handlungen blockiert werden. Eine weitere erhebliche Gefahr besteht durch eine mögliche Beschädigung der Kühlwasserspeicher und den Verlust von Kühlwasser. Unter anderem erhöhe der einseitige Wasserdruck, da der Gegendruck durch das Stauseewasser verlorengegangen ist, die Belastung für die Umfassung des voll gefüllten Kühlwasserbeckens. Das größte Sicherheitsrisiko bestehe derzeit jedoch durch die enorme psychische Belastung der mitsamt ihren Familien seit über einem Jahr in einem Kriegsgebiet und unter dem Diktat der russischen Besatzer arbeitenden und lebenden Mitarbeiter.

### IAEA-Inspektion ab September 2022
14 Fachleute der IAEA, darunter ihr Chef Rafael Grossi, trafen am 1. September 2022 zu einer seit langem geforderten und über Monate ausgehandelten Besichtigung des KKW im Betrieb ein. Infolge von Kampfhandlungen kam die Delegation mehrere Stunden verspätet am Werk an. Die Kriegsparteien bezichtigten sich gegenseitig der Verantwortung für die Behinderung der Inspektion. Grossi, der das Werk mit acht Mitgliedern der multinationalen Delegation nach einer fünfstündigen Besichtigung wieder verließ, erklärte beim Verlassen der Anlage: „Die wichtigsten Dinge, die ich sehen musste, habe ich gesehen.“ Er führte weiterhin aus, die Inspektoren konnten die ganze Anlage, unter anderem die Notfallsysteme, die Dieselgeneratoren und den Kontrollraum, besichtigen und viel mit Mitarbeitern sprechen. Weiterhin sagte er auf einer Pressekonferenz am Abend des 1. September in Wien, es gebe inakzeptable Schäden, aber die wichtigsten Sicherheitselemente funktionierten. Es bleibe die Gefahr, dass es bei weiteren Kampfhandlungen zu großen Schäden komme. Mit Absicht (um eine gewisse Neutralität zu wahren) waren keine US-amerikanischen und britischen Experten im 14-köpfigen Inspektionsteam. Neben vielen russischen Journalisten begleiteten auch einige Teams westlicher Länder, z. B. von Sendern aus Italien, Dänemark, der Bundesrepublik Deutschland (Journalisten von RTL und N-Tv) und Frankreich, die IAEA-Visite, ebenso ein Team aus Venezuela. Ihnen wurde auch ein Munitionsrest gezeigt, bei welchem eine abenteuerliche Erklärung nötig war, um ihn der Ukraine zuzuweisen. In den Maschinenhallen der Blöcke 1 und 2 fanden die Inspektoren Militärfahrzeuge unter anderem des Typs Ural. Nach Einschätzung eines RTL-Reporters hat der Beschuss des Werkes infolge der Anwesenheit der IAEA-Inspektoren offensichtlich aufgehört. Am 2. September erklärten russische Medien, dass zwei Inspektoren der IAEA dauerhaft am Kernkraftwerk Saporischschja bleiben. Energoatom behauptete, den Experten werde der Zugang zum Krisenzentrum des Werkes verwehrt.
In ihrem 52-seitigen Bericht über die Inspektion im KKW bezeichnet die IAEA die dortigen Zustände als „unhaltbar“, fordert eine Schutzzone um das Werk und den Abzug der russischen Militärfahrzeuge aus den Turbinenhallen. Grossi sprach deshalb am 22. September bei der Generaldebatte der UN-Vollversammlung sowohl mit dem ukrainischen als auch mit dem russischen Außenminister.
Grossi inspizierte das Werk am 29. März 2023 erneut und hatte den Eindruck, dass die Kampfhandlungen rund um die Anlage, trotz der seit September 2022 durchgängigen Präsenz von IAEA-Inspektoren, eher wieder zunahmen. Im Juni gab die IAEA bekannt, die Anzahl der Inspekteure am AKW zu erhöhen; Grossi war erneut vor Ort.
Ende Juli 2023 fanden Inspektoren im Streifen zwischen dem Innen- und dem Außenzaun des Werksgeländes Antipersonenminen. Da die IAEA-Inspektoren zu Teilen der Turbinenhallen und zu den Dächern der Reaktorgebäude keinen Zugang erhalten, ist eine Gefährdung durch weitere Sprengmittel nicht auszuschließen.

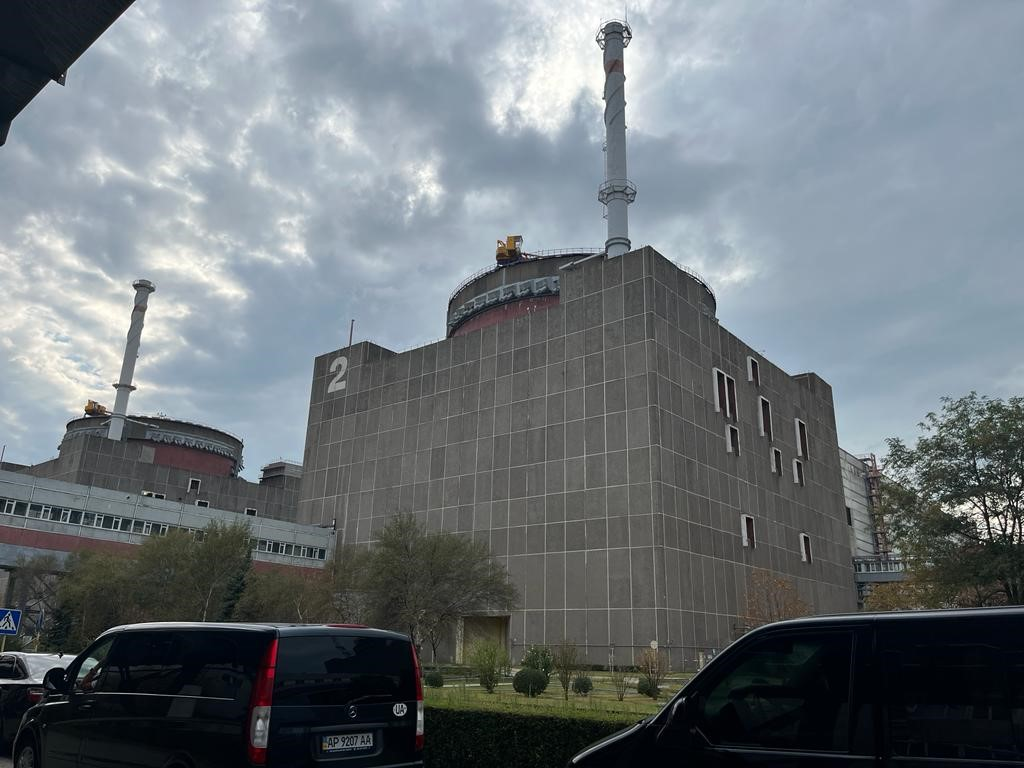
Reaktor 2 während der IAEO-Inspektion im September 2022
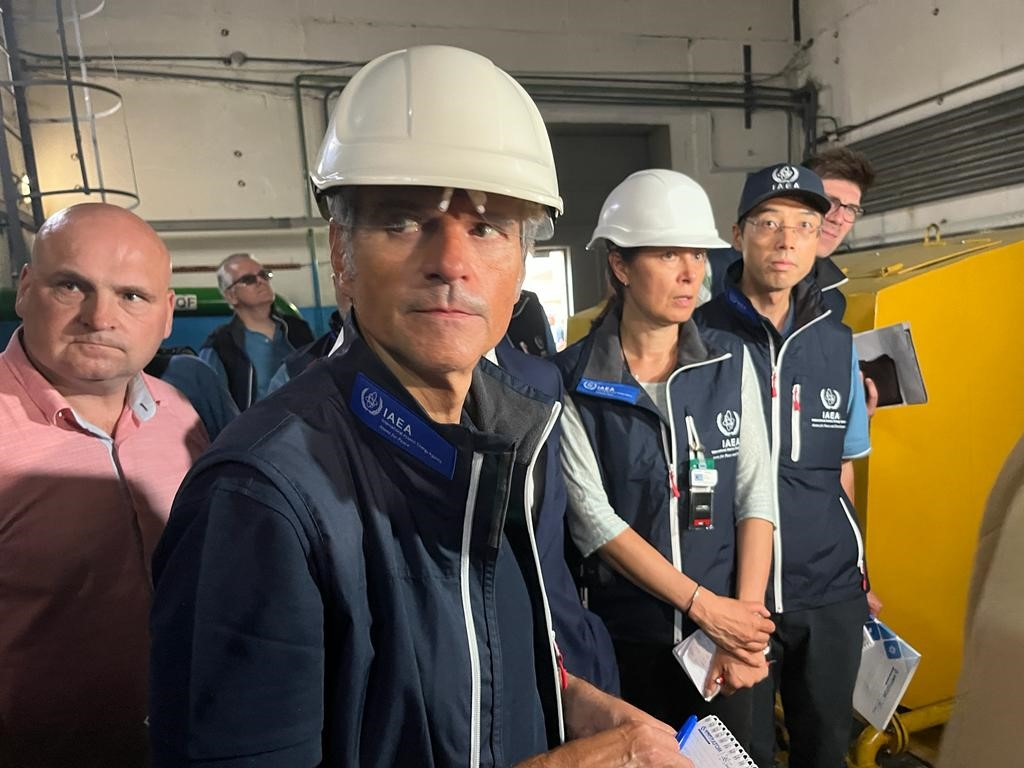
IAEO Generaldirektor Rafael Grossi und Mitglieder des Missionsteams in der Anlage am 1. September 2022
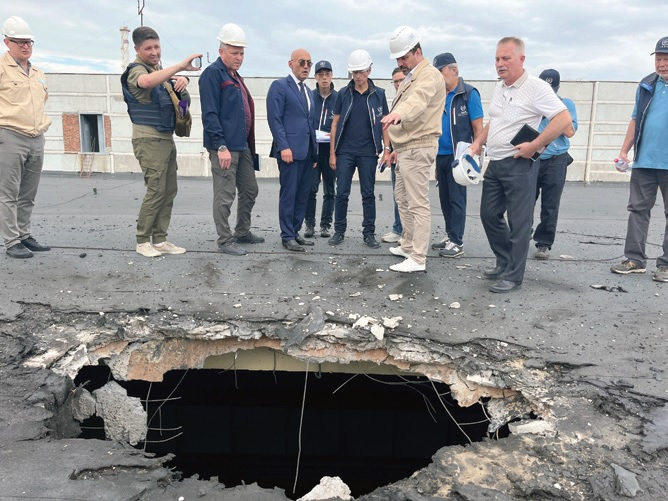
Bombenschaden im Dache eines Gebäudes, in dem feste radioaktive Abfälle und frische Kernbrennstoffe untergebracht sind
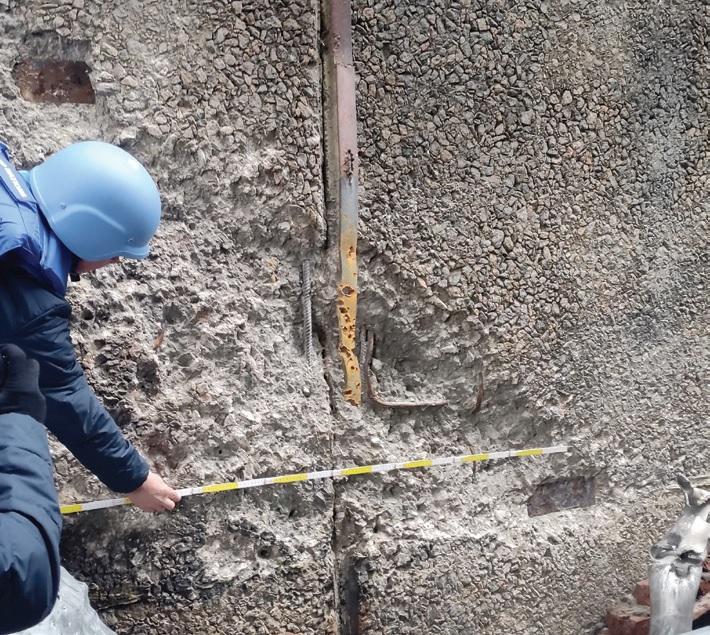
Bombenschaden am Reaktorgebäude von Block 4, 19./20. November 2022
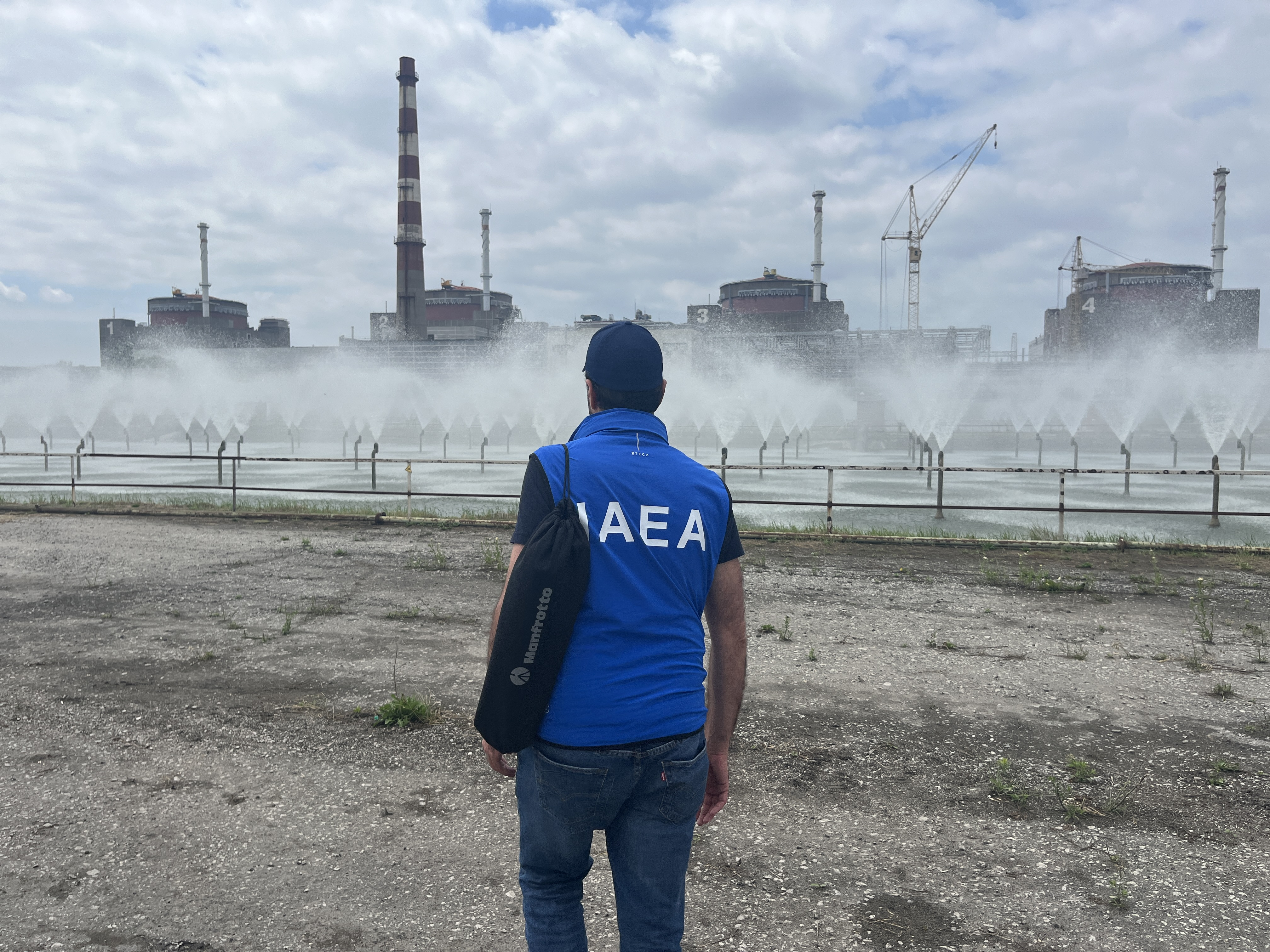
Sprinklerbecken am 15. Juni 2023 während einer IAEA-Inspektion